# Antarctodrilus arabicus
Antarctodrilus arabicus är en ringmaskart som beskrevs av Martinez-Ansemil, Giani och Sambugar 2002. Antarctodrilus arabicus ingår i släktet Antarctodrilus och familjen Phreodrilidae. Inga underarter finns listade i Catalogue of Life.